# Symfonie nr. 4 (Kayser)
Leif Kayser voltooide zijn Symfonie nr. 4 in 1963.
Kayser volgde in de jaren 40 een theologiestudie in Rome, daardoor kwam zijn muzikale loopbaan grotendeels tot stilstand. Zijn studie en het daarop volgende priesterschap in Kopenhagen vergden zoveel van hem dat van componeren weinig kwam. Als hij daar dan wel aan toekwam wijdde hij zich aan religieuze muziek zoals zijn Te Deum, maar ook aan zeer technische kerkorgelmuziek. Deze laatste muziek kon alleen door professionals uitgevoerd worden; de componist wilde niet dat goedwillende amateurs zijn werk speelden. Door al dat werk kwamen zijn derde en vierde symfonie maar niet aan voltooiing toe. Pas na 18 jaar wist hij zijn nummer 4 af te ronden.
Kayser was toch al een behoudend buitenbeentje toen hij begon met componeren en dat werd dan ook de makke van zijn vierde symfonie. De klassieke muziek in Denemarken, maar ook elders was in een stroomversnelling geraakt, waarop modernismen elkaar snel afwisselen. Kayser kon of wilde daarin niet mee, hij bleef traditioneel. De symfonie is daarom al in het begin overschaduwd door nieuwe muziek en kwam in de la terecht. Dat gebeurde al snel na de eerste uitvoering in mei 1966 in Odense, door het plaatselijke Odense Symfoniorkester onder Martellius Lundquist. Het zou misschien daarom bij vier symfonieën blijven.

## Delen
1. Moderato
2. Molto vivace
3. Lento
4. Finale: Moderato.

De muziek is onopvallend; in tegenstelling tot andere composities uit die tijd zijn er nauwelijks dissonanten te horen. Tevens is er sprake van een klassieke maatvoering, die toen ook vrij ongewoon was. Wellicht dat Kayser al door had welke richting het opging met dit werk: het klinkt moe en gelaten.